# Agesilao (storico)
Agesilao (in greco antico: Ἀγησίλαος?, Aghēsílaos; prima del II secolo d.C.) è stato uno storico greco antico.

## Biografia
Non rimangono che frammenti di una sua opera sulla storia dell'Italia antica, conservati dallo pseudo-Plutarco, che cita da un terzo libro e dal Florilegium di Giovanni Stobeo.
Se nel caso dei Parallela Minora pseudo-plutarchei è fondato il dubbio sulla reale esistenza delle fonti citate, per Stobeo il dubbio non sussiste, sicché Agesilao dovrebbe essere esser stato uno storico vissuto quantomeno prima del II secolo d.C., data dello scritto plutarcheo.